# Рій (кооператив)
«Рій» (Крайове пасічницьке об'єднання «Рій») — кооператив, заснований у Львові 1926 року Є. Архипенком з метою організації бджолярів на західноукраїнських землях, постачання їх приладдям, модерними вуликами, вощиною, дешевим цукром для бджіл, наладнування збору і купівлі меду тощо.
«Рій» мав майстерню вуликів, зразкові показові пасіки під Львовом і в Перегінську (Ґорґани), крамниці у Львові й Лодзі. З 1928 «Роєві» допомагала пасічнича секція Товариства «Сільський господар» та її орган — місячник «Український пасічник».
«Рій» діяв (з перервою під час першої радянської окупації) до 1944 року, а у Холмі у 1940—1944 роках. У 1938 році — 1370 членів, продаж товарів на 60 788 золотих.
Головні діячі: Михайло Боровський (директор 1928—1937), Роман Голод (дир. 1937-39), А. Адамчук, Ф. Яцура та ін.